# Tyler Weiman
Tyler Weiman Ray, né le 5 juin 1984, est un joueur canadien de hockey sur glace qui évolue au poste de gardien de but.

## Biographie
Tyler Weiman naît à Saskatoon en Saskatchewan.